# صلاح لبکی
صَلاح لَبَکی (۱۹۰۶، سائو پائولو - ۱۹۵۵، بیت مری) شاعر، حقوق‌دان و روزنامه‌نگار لبنانی در نیمهٔ اول سدهٔ بیستم میلادی بود.

## زندگی
«صلاح بن نعوم لبکی» در ۱۹۰۶م سائو پائولو، برزیل زاده شد. در دو سالگی والدینش به لبنان بازگشتند و ساکن بعبدات شدند. صلاح لبکی در مدرسه الحکمة و عین‌طوره و سپس بنیاد فرانسوی حقوق در ۱۹۳۰ فارغ‌التحصیل شد. به روزنامه‌نگاری و وکالت پرداخت و در ۱۹۵۵م در بیت مری، لبنان درگذشت.

## آثار
- نوسان ماه
- مواعید
- از ژرفای کوهستان
- سأم
- لبنانِ شاعر
- بیگانگی
- غریبان
- جریان‌های ادبی معاصر در لبنان[۱]